# トロトゥーラ

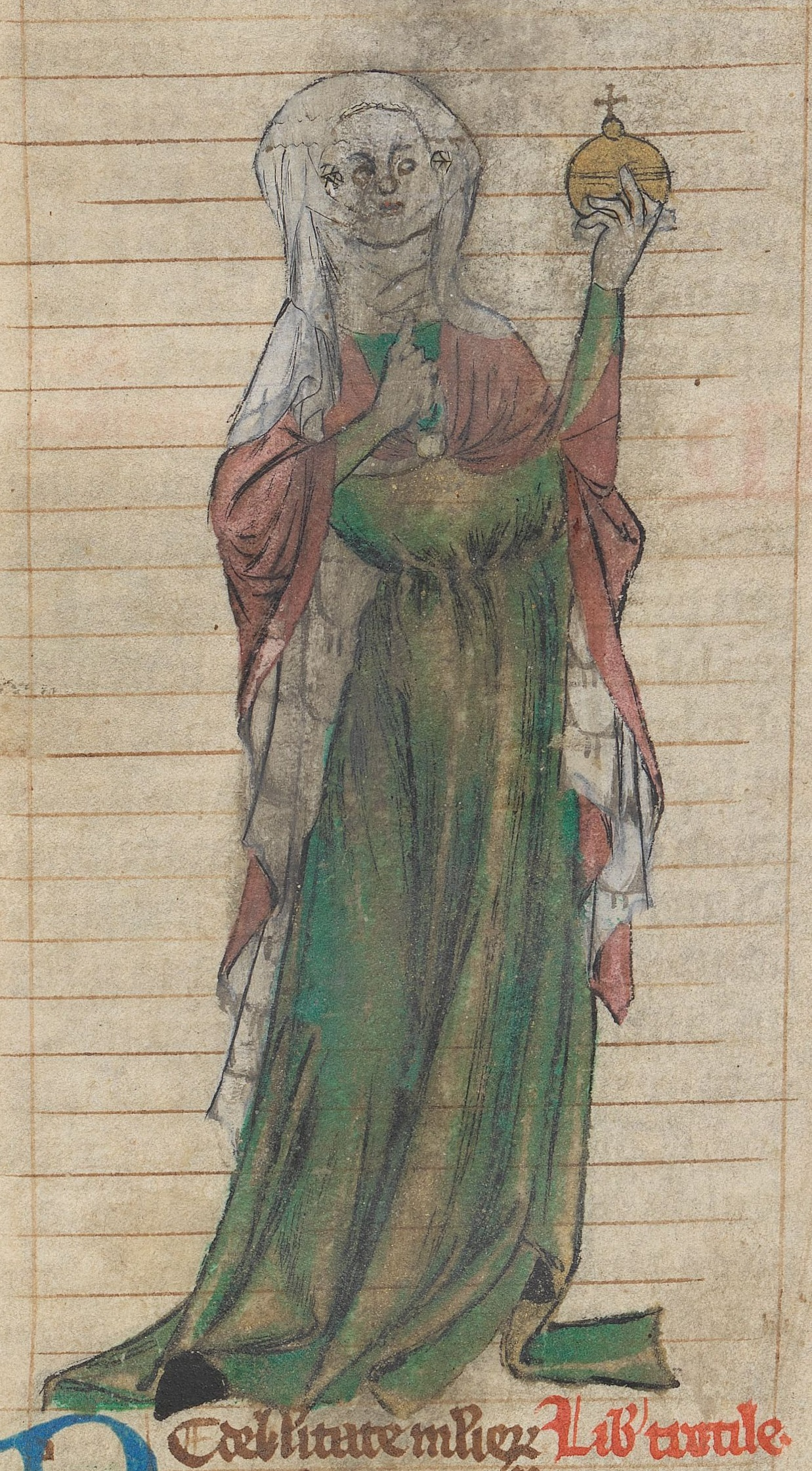
Trotula de Salerne

トロトゥーラ またはトロタまたは サルレノのトロトゥーラまたはトロトゥーラ・デ・ルッジエーロ（Trottula、Trotula de Ruggiero 名は Trotta、 Trocta、Troctula ）は、11世紀のサレルノ医学校の女性の医師である。妊娠、出産、産褥、新生児の介護と食餌などについての多くの教示が含まれる『女性の病気』 (De passionibus mulierum curandarum, Trotula Major)の著者とされる。この書物は15世紀まで教科書として広く用いられた。

## 生涯
『女性の病気』などがトロタによって書かれたか、またトロタが女性医師として実際に活動したかどうかは論争になっているが、トロタについては以下のような略歴が伝えられている。
サレルノの貴族、デ・ルッジエーロ家に生まれた。デ・ルッジエーロ家はサレルノ大聖堂の建設のために多額の寄付をしたことで知られる。その出自のために、高等教育を受け、医者として働くことができた。彼女の働いた時代はサレルノのロンバルド公国の最終期で、サレルノ医学校の黄金期を築いた、コンスタンティヌス・アフリカヌスがサレルノ医学校で教育を行う前の時代である。代々、医師を家業とするジョヴァンニ・プラテアリオ（Giovanni Plateario）と結婚し、2人の息子をもうけたとされる。
トロタの著書（トロトゥーラ）として伝えられるものは『女性の病気』（"De passionibus mulierum ante in et post partum"）、『女性の化粧』（"De ornatu mulierum"）、『治療法、トロトゥーラの第2の書』（"Pratica secundum Trocta"）の3つの書籍である。
13世紀の詩人、リュトブーフ（Rutebeuf）によって、『薬草のディ』（Dit de l'Herberie）の中でトロトゥーラが描かれ、ジェフリー・チョーサーの『カンタベリー物語』にもTrot婦人として描かれた。